# Catochrysops binna
Catochrysops binna är en fjärilsart som beskrevs av Swinhoe 1916. Catochrysops binna ingår i släktet Catochrysops och familjen juvelvingar. Inga underarter finns listade i Catalogue of Life.